# أبو الهيذام العقيلي
أبو الهيذام العقيلي (ت 300 ه‍/ 913 م)
كَلّاب (بفتح الكاف وتشديد اللام) ابن حمزة أبو الهيذام العقيلي، اللغوي الحراني، من أهل حران، نحوي، لغوي، عالم بالشعر. أقام بالبادية، وقيل: إنه كان معلماً، ودخل الحضرة أيام القاسم بن عبيد الله بن سليمان ومدحه، وكان عالماً بالشعر، وخطه معروف، خلط بين المذهبين. وكان أبو الحسين محمد بن محمد بن لنكك البصري الشاعر مولعاً بهجوه، وكان أبو الهيذام قد ورد البصرة، فمن قول ابن لنكك فيه:
ووجدت بخط أبي أحمد عبد السلام بن الحسين البصري اللغوي ما صورته:
هذا البيت لأبي الهيذام كلاب بن حمزة العقيلي جمع فيه حروف المعجم فجعل ما لا ينقط في الصدر وما ينقط في العجز، أنشدنيه جماعة من أهل العلم منهم أبو الحسن علي بن الحسين الآمدي النحوي رحمه الله.
وذكره المرزباني في «كتاب المعجم» فقال: أبو الهيذام كلاب بن حمزة العقيلي محدث، وهو القائل يرثي أبا أحمد يحيى بن علي المنجم ومات سنة ثلاثمائة من قصيدة:
قال محمد بن إسحاق النديم: وله من الكتب: كتاب جامع النحو. كتاب الأراكة. كتاب ما يلحن فيه العامة.
وأنشد الخالدي في «كتاب الديرة» لأبي الهيذام:
قرأت في جزازة عتيقة أملاها أبو الهيذام كلاب بن حمزة العقيلي ما صورته: قال أبو الهيذام: كتبت إلى أبي الحسن محمد بن عبد الوهاب الزينبي الهاشمي بالبصرة بما توهم أنه مديح له وهو:

## مؤلفاته
- كتاب جامع النحو.
- كتاب الأرّاكة.
- كتاب ما تلحن فيه العامة.[4][5]

## وفاته
اختلفت المصادر في سنة موته فمنها ذكرت انه توفي سنة (300 ه‍/913 م)، وأخرى اوردت وفاته سنة (290 ه‍/ 903 م). والأول هو الأرجح، حيث يبدو انه توفي بعد أن مات أبو أحمد يحيى بن علي المنجم، الذي توفي في ربيع الأول، سنة ثلاث مائة. وقد رثاه في قصيدة.